# Municipio de Bicker
El municipio de Bicker (en inglés: Bicker Township) es un municipio ubicado en el condado de Mountrail en el estado estadounidense de Dakota del Norte. En el año 2010 tenía una población de 36 habitantes y una densidad poblacional de 0,39 personas por km².

## Geografía
El municipio de Bicker se encuentra ubicado en las coordenadas 48°30′37″N 102°48′6″O / 48.51028, -102.80167. Según la Oficina del Censo de los Estados Unidos, el municipio tiene una superficie total de 93.03 km², de la cual 92,69 km² corresponden a tierra firme y (0,36 %) 0,34 km² es agua.

## Demografía
Según el censo de 2010, había 36 personas residiendo en el municipio de Bicker. La densidad de población era de 0,39 hab./km². De los 36 habitantes, el municipio de Bicker estaba compuesto por el 100 % blancos. Del total de la población el 0 % eran hispanos o latinos de cualquier raza.